# ألبرتو دي كارفالهو
ألبرتو دي كارفالهو مواليد 18 أغسطس 1956 في لواندا، هو مدرب كرة سلة أنغولي ولاعب معتزل. حقق المركز الأول في بطولة أمم أفريقيا لكرة السلة 2007.

## الميداليات
| الميدالية | المسابقة                          |
| --------- | --------------------------------- |
| ذهبية     | بطولة أمم أفريقيا لكرة السلة 2007 |